# NGC 1524
NGC 1524 = NGC 1516A ist eine Balken-Spiralgalaxie mit ausgedehnten Sternentstehungsgebieten vom Hubble-Typ SBbc im Sternbild Eridanus am Südsternhimmel. Sie ist schätzungsweise 441 Millionen Lichtjahre von der Milchstraße entfernt und bildet mit NGC 1525 ein interagierendes Galaxienpaar.
Das Objekt wurde am 31. Dezember 1885 von Ormond Stone entdeckt. Das Galaxienpaar wurde jedoch schon vorher von Wilhelm Herschel beobachtet.